# 逗子市立久木中学校
逗子市立久木中学校（ずししりつ ひさぎちゅうがっこう）は、神奈川県逗子市久木にある公立中学校。

## 学校教育目標
「ともに学び、ともに築く」
- 個性を伸ばし、創造性と豊かな人間性を育てる
- 意欲的に学習し、知性を養う
- 強い意志と、優れた体力を養う
- きまりをまもり、集団生活を担う責任感を養う
- 生命尊重の心と、豊かな情操を養う

## 学区
- 逗子1丁目[1]
- 逗子7丁目
- 山ノ根1丁目〜3丁目
- 久木1丁目〜9丁目
- 小坪1丁目〜7丁目
- 新宿2丁目〜5丁目